# Konstituierender Reichstag

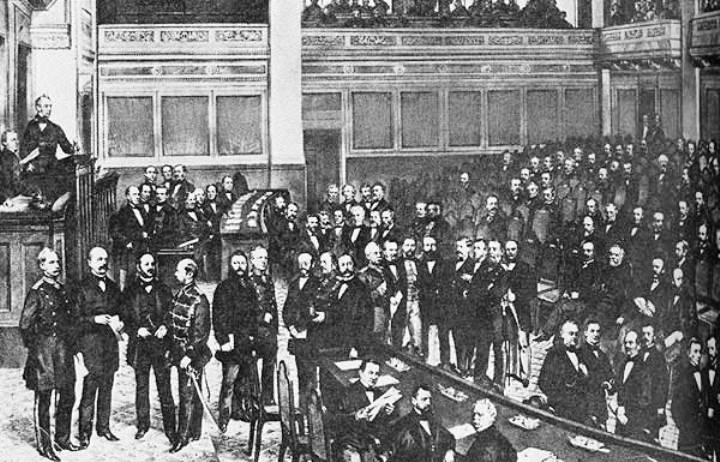
Tekening over de eerste samenkomst van de Konstituierender Reichstag op 24 februari 1867

De Konstituierende Reichstag (constituerende Rijksdag) van februari tot en met april 1867 was een orgaan bij de totstandkoming van de Noord-Duitse Bond. De Noord-Duitse en Middel-Duitse staten hadden in 1866 in het Augustbündnis met elkaar afgesproken om hun alliantie een grondwettelijke basis te geven. Bedoeld was de oprichting van de Noord-Duitse Bond als federale staat, als een bondsstaat. Het was het doel om de grondwet van die staat door een Verfassungsvereinbarung in werking te stellen, een overeenkomst tussen de regeringen en een volksvertegenwoordiging.
Het Noord-Duitse volk werd vertegenwoordigd door de Konstituierender Reichstag. De Konstituierender Reichstag had alleen deze ene taak: de ontwerp-grondwet van de betrokken regeringen te bespreken en te aanvaarden. Door onderhandelingen met de betrokken regeringen werd het ontwerp op enkele belangrijke punten gewijzigd. Het orgaan was dus niet de grondwetgever (pouvoir constituant) alleen maar samen met de deelnemende staten. 
Het orgaan was ook geen parlement, ondanks zijn naam, omdat het geen wetten besloot of andere parlementaire taken had. Er bestond immers nog geen Noord-Duitse staat, die werd pas op 1 juli met de nieuwe grondwet opgericht. Daarom is er een groot verschil tussen dit orgaan en de (gemachtigde) Reichstag die werd gekozen in augustus 1867.